# Meu Primeiro Baile
Meu Primeiro Baile, inspirado no francês "Carnet de Baile", foi o primeiro programa inteiramente gravado em cores a ser exibido na televisão brasileira. Foi mostrado no dia 31 de março de 1972, mesmo dia em que foi inaugurado o sistema de televisão em cores no Brasil. Meu Primeiro Baile foi estrelado por Glória Menezes. O original Un Carnet de Bal, de Jacques Prévert, foi adaptado por Janete Clair e teve produção e direção de Daniel Filho.
A pequena parcela da população que tinha acesso à TV colorida ficou tão maravilhada que congestionou as linhas da Rede Globo e esta reapresentou o mesmo programa horas depois do final da sua exibição.
Já tendo a cor tornado-se uma realidade, este Caso Especial foi reapresentado nas programações especiais de aniversário globais em 1980 ("Festival 15 Anos"), 1990 ("Festival 25 Anos") e 1995 ("Festival 30 Anos").

## Elenco
- Glória Menezes
- Sérgio Cardoso
- Marcos Paulo
- Tarcísio Meira
- Francisco Cuoco
- Paulo José
- Felipe Carone
- Emiliano Queiroz
- Zilka Salaberry
- Eloísa Mafalda
- Jacyra Silva
- Léa Garcia
- Suzana Gonçalves
- Arnaldo Weiss
- Antonio Ganzarolli
- Maria Amélia Brito